# Gueréza pláštíková
Gueréza pláštíková (Colobus guereza), známá též pod názvem habešská, je středně velká opice, jeden z nejznámějších zástupců rodu Colobus. Obývá území od západní, střední až po východní Afriku, včetně Kamerunu, Rovníkové Guineje, Nigérie, Etiopie, Tanzanie a Čadu.

## Popis

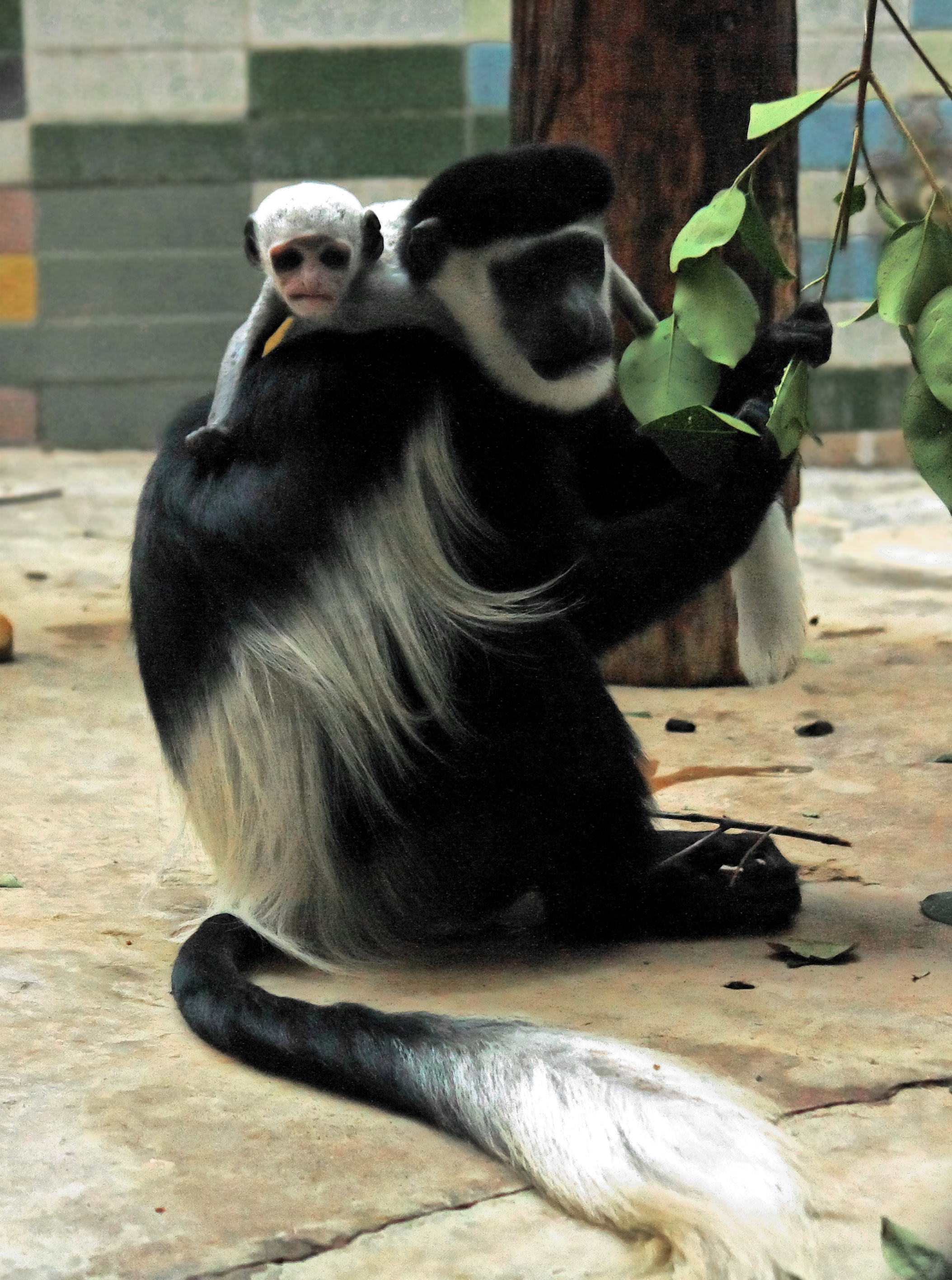
Guerézy pláštíkové v Zoo Šanghaj

Tato starosvětská opice je 52–57 cm dlouhá, její ocas měří 53–83 cm a hmotnost se pohybuje mezi 8 a 13,5 kg. Nemá žádné lícní torby a jako většina zástupců svého rodu má palec téměř zakrnělý. Je leskle černá s bílými okraji obličeje, bílými pláštíky srsti po bocích těla a na zadku, připomínající tvar písmena U, a bílým koncem dlouhého ocasu. Mláďata jsou téměř celá bílá. Špička jejího čenichu se téměř dotýká tlamy. Zadní končetiny jsou obzvláště dlouhé a dobře přizpůsobené ke skokům v korunách stromů. Sedací mozoly této opici umožňují sedět na tenkých větvích po dlouhé časové období bez větších problémů.

## Chování
Je aktivní ve dne a většinu času tráví v korunách stromů v tropických deštných lesích, zalesněných lokalitách, včetně nížin a hornatých území. Nejčastěji obývá zvláště vlhká místa a lokality poblíž řek. Gueréza pláštíková má zvláštní trávicí systém, v kterém se nachází třídílný žaludek obsahující mikroby rozkládající celulózu, čímž umožňuje opici získat až dvojnásobné množství živin z potravy složené převážně z listů, ale také z květů, větviček, pupenů, semen a plodů. Ovoce tvoří zhruba jednu třetinu potravy této opice.
Je to vysoce společenské zvíře žijící v šesti až devítičlenných skupinách vedených jedním dospělým samcem. Jedna skupina obývá území velké zhruba 40 akrů. Ve své domácí oblasti si vymezí přednostní oblast, kterou si střeží a členy cizího stáda odsud na určitou dobu odhánějí. Při setkání s jinou skupinou začnou členové skupin vydávat vizuální a hlasité zvuky, které jsou slyšitelné na velkou vzdálenost. Je to velice mrštné zvíře, které se dá po spatření predátora na prchavý útěk a během chvíle doslova zmizí celá skupina v korunách stromů.
Samice rodí jediné mládě po pěti měsíční březosti. Rodí přitom každých 20 měsíců. Mládě je na matce první týdny zcela závislé a dospívá až ve věku 4–6 let. V zajetí se mohou dožívat i více než 23 let, v přírodě téměř o polovinu méně.

## Ohrožení
Podle Červeného seznamu ohrožených druhů (IUCN) je gueréza pláštíková zařazena do kategorie málo dotčených druhů (Lower Risk Least Concern). V CITES ji nalezneme v příloze II. Je ohrožována především masivní ztrátou přirozeného biomu a lovem. V minulosti se hojně lovila pro svou srst, která se používala při výrobě nejrůznějších ozdob domorodých kmenů, ale také Evropanů.

## Chov v zoo
Gueréza pláštíková se v současné době chová v zoologických zahradách po celém světě, kde představuje oblíbenou atrakci. V Česku chovají tento druh následující zoologické zahrady:
- Zoo Chleby
- Zoo Praha
- Faunapark Sedlec

Na Slovensku byl na počátku roku 2020 tento druh chován v Zoo Bojnice.

### Chov v Zoo Praha
Guerézy pláštíkové chová Zoo Praha od roku 1969, kdy přišli jedinci z volné přírody. O dva roky později se narodila první mláďata, která se však ještě nepodařilo odchovat. Úspěch se dostavil až za další dva roky (1973). Tento druh žil v pavilonu opic v horní části zoo (místo, kde nyní stojí pavilon Indonéská džungle). Po zbourání této stavby došlo na pět let k přerušení chovu. Obnoven byl po vybudování nového expozičního celku Vodní svět a opičí ostrovy v dolní části zoo, v záplavovém území, které se zásadně proměnilo po povodni v roce 2002. Na konci roku 2004 tam byla umístěna nejprve samice Lomela a v roce 2005 pak samice Lucie a samec Katanga, kteří vytvořili základ skupiny, která na stejném místě žije i v současnosti. Podařilo se odchovat již mnoho mláďat, některá z nich stále žijí ve skupině. 3. 4. 2018 se samici Lucie narodilo deváté mládě. V prosinci 2018 se devátý potomek narodil samici Lomele. Mládě bylo pokřtěno při zahájení návštěvnické sezony 30. 3. 2019 poslancem Evropského parlamentu Jiřím Pospíšilem a herečkou Jitkou Schneiderovou. Samička dostala jméno Lopi. Další mládě (samička, desátý potomek samice Lucie) se narodilo 3. 4. 2019. Otcem mláďat je chovný samec Katanga. Mládě (samec) přišlo na svět rovněž 1. 9. 2019 a 24. 2. 2020 následovalo další (rodiče Lucie a Katanga).
Na konci roku 2018 stejně jako roku 2019 bylo chováno pět samic a pět samců.
Samice Lucie, která také odchovala mnoho mláďat, se stala jednou z tváří reklamní kampaně Seznamte se!, která propagovala zajímavé zvířecí "osobnosti" Zoo Praha.
Od června 2022 žila skupina gueréz pláštíkových v novém pavilonu Rezervace Dja ve sdílené expozici s chovnou skupinou goril nížinných.
Od února 2025 lze v pavilonu Rezervace Dja pozorovat soužití gorilí rodiny s nově sestavenou chovnou skupinou vzácnějšího poddruhu guerézy (Colobus guereza kikuyuensis), která má od Evropské asociace zoologických zahrad a akvárií podporu chovného programu. Původní skupina gueréz se přesune do jiné zoologické zahrady dle doporučení koordinátora chovu. Novými obyvateli Zoo Praha jsou samec Bzik (narozený v roce 2012) původem z Polska a samice Nyinga a Lebamba (obě narozené v roce 2020), které pocházejí z Francie.

## Poddruhy

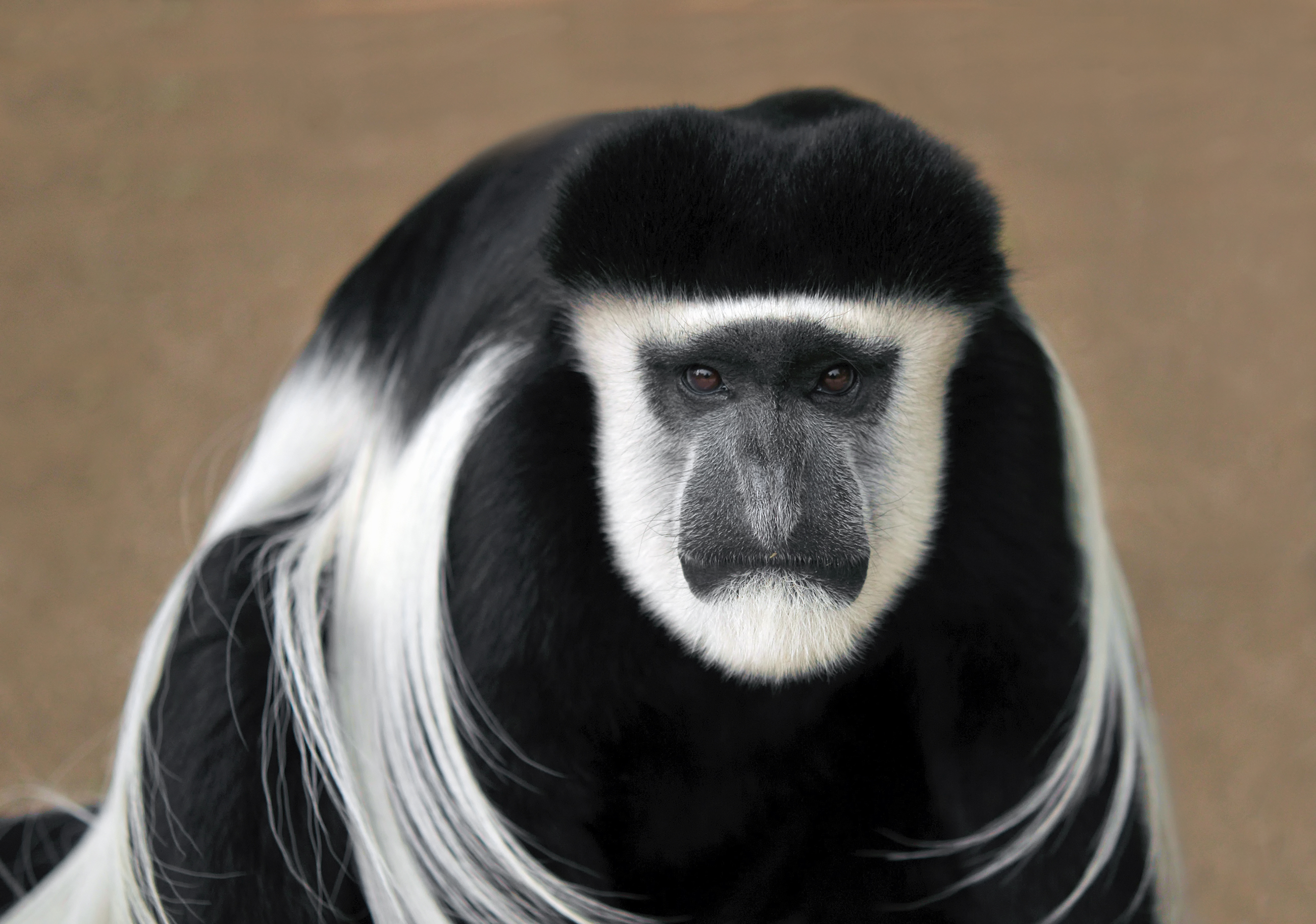
Gueréza pláštíková

Rozeznáváme sedm recentních poddruhů:
- Colobus guereza guereza
- Colobus guereza occidentalis
- Colobus guereza dodingae
- Colobus guereza percivali
- Colobus guereza matschiei
- Colobus guereza kikuyuensis
- Colobus guereza caudatus